# 张蕾 (轮椅击剑运动员)
张蕾（1981年—），中国上海人。残疾人轮椅击剑运动员，多次取得赛事冠军。获得中国“全国五一劳动奖章”等称号。

## 荣誉
2003年7月，获得轮椅击剑世界杯赛花剑第一名；
2004年，获得雅典残奥会男子花剑团体金牌，这是中国在残奥会上获得的首枚击剑金牌；
2005年，获得中国全国轮椅击剑锦标赛个人花剑冠军；
2006年9月，获得世界轮椅击剑锦标赛男子花剑A级冠军。